# 気温記録一覧

1951年以降の各年の7月の平均気温が、観測史上最高もしくは観測史上最低となった地域の、地球の表面全体に占める割合を示したグラフ。2021年時点での直近の数十年間においては、世界の平均気温の傾向と同様に、観測史上最高気温の記録が観測史上最低気温の記録より圧倒的に多くなっていることが読み取れる。

気温記録一覧（きおんきろくいちらん）は、気象記録一覧から気温に関する記録を分割した記事である。気温は、地上から1.25-2メートルの高さで、直射日光が入らないようにして計測される。本記事では、これに従って計測・公認された記録を掲載する。

## 表の見方
本記事の子記事である最高気温記録一覧・最低気温記録一覧では、国・地域（海外領土、特別行政区、飛地、一つの国の中で所属する大州が異なる地域等）別に、その国・地域で公式に観測された観測史上最高気温・最低気温を列挙している。出典がない場合があるので、全ての国・地域を網羅しているわけではない。文字が太字となっている場所は、そこで観測した気温が、その大州全体でも観測史上最高・最低気温であることを示す。非公式の記録で公式記録を上回る最高気温・下回る最低気温がある場合は、注釈にて述べている。また、記載されている記録に対して、信頼性が低いなどの理由により気象の専門家により異議が唱えられているが、公式な記録から外されてはいない場合、その旨を注釈に記述している。国名や領土の変更があった場合でも、現在その国の領土・その地域の領域となっている場所の、歴史上の観測史上最高気温・最低気温を挙げている。そのため、観測された当時には他の国・地域に属していたということが起こり得るが、この場合は国名に当時の国・地域名を併記している。「町/地点」欄には現在の行政区画もしくは所属する島を記載し、観測された場所（空港など）の名前は括弧に入れて示す。タイ記録が存在する場合は全て記す。この際、「年月日」欄で改行がある場合は、異なる地点でその記録が出た年月日、「、」で区切られている場合は、同じ地点でその記録が出た年月日である。年月日は、当時その場所で使われていた暦に関係なくグレゴリウス暦で示す。
| 国/地域               | 気温  | 町/地点                    | 年月日                                                |
| --------------------- | ----- | -------------------------- | ----------------------------------------------------- |
| A（1950年当時はB領A） | 38.8℃ | C州D県E市(F空港) G州H県I市 | 2008年8月1日、2010年7月1日 2008年8月1日、1950年9月1日 |

例えば、#世界の観測史上最高気温に上のようにあれば、「A国における観測史上最高気温は2008年8月1日と2010年7月1日にC州D県E市にあるF空港で、2008年8月1日と1950年9月1日にG州H県I市でそれぞれ記録された38.8℃である。なお、1950年9月1日当時、現在G州H県I市のある地域はB領Aであった」という意味である。

## 露点温度・湿度

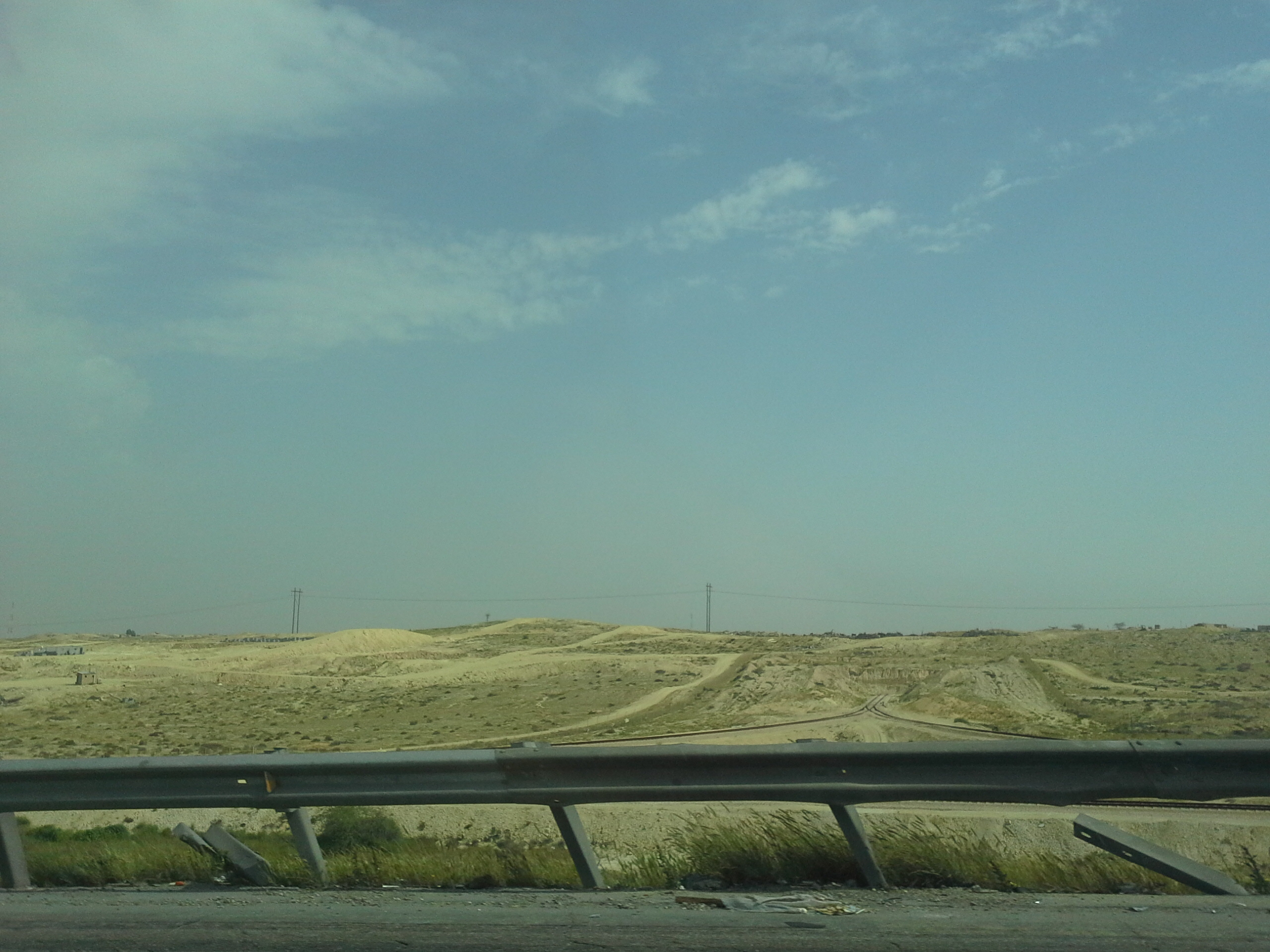
世界最高露点温度が記録されたサウジアラビアのダーラン

- 露点温度の最高記録:35 °C (95 °F)（当時の気温は42 °C (108 °F)）;サウジアラビア東部州ダーラン、2003年7月8日15時[2]。
- 相対湿度100%のもとでの気温の最高記録:35 °C (95 °F);イラン・ホルモズガーン州ジャスク郡（英語版）中央地区（英語版）ジャスク、2012年7月21日[3]。

## 気温差の記録

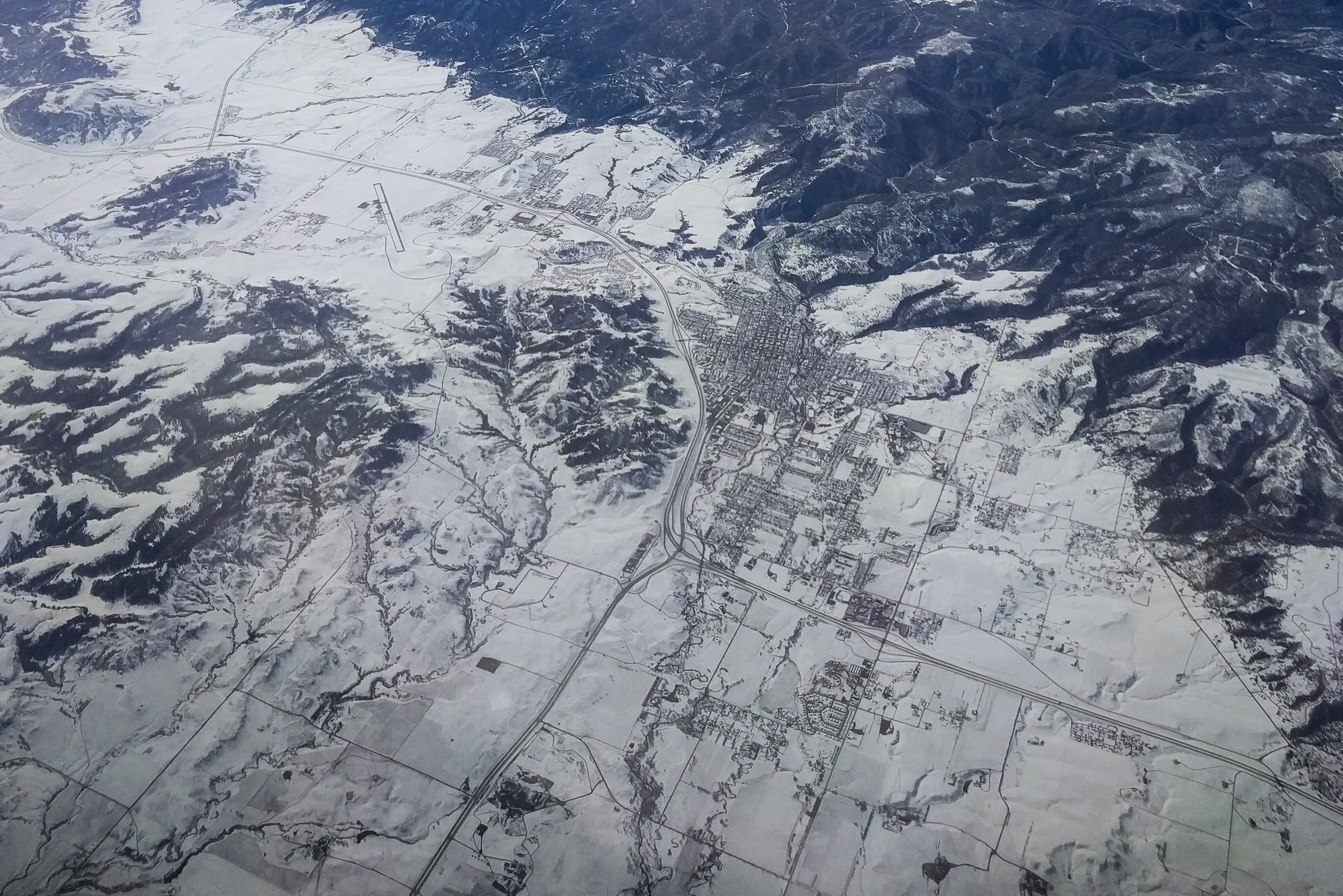
世界での最も大きな2分間昇温幅を記録したアメリカ合衆国のスピアフィッシュ

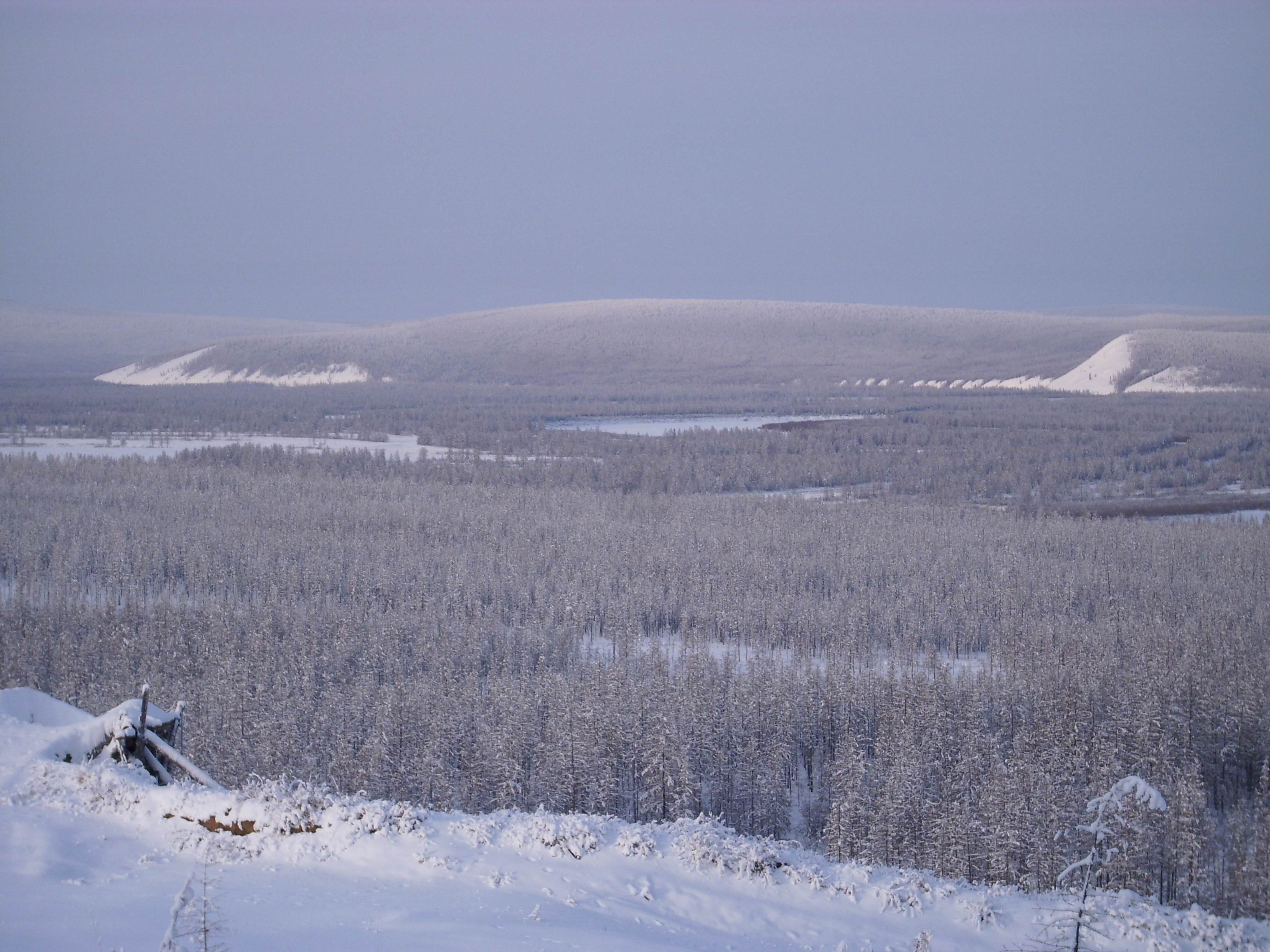
観測史上最高気温と観測史上最低気温の差が最大であるロシアのベルホヤンスク

100分は1時間40分、1000分は16時間40分、1万分は約1週間、10万分は2か月と約10日、100万分は約1年11か月、1000万分は約19年、1億分は約190年に相当。
- 2分間での最も大きな気温の上昇: 27 °C (49 °F)（−20 °C (−4 °F)から7 °C (45 °F)）;アメリカ合衆国サウスダコタ州ローレンス郡スピアフィッシュ（英語版）、1943年1月22日[4]。
- 24時間での最も大きな気温の上昇: +57 °C (+102.6 °F);−48 °C (−54 °F)から9 °C (48 °F);アメリカ合衆国モンタナ州シュートー郡ロマ（英語版）、1972年1月15日[5]。
- ギネス世界記録に認定された世界一大きな1日の気温差:+56 °C (+100 °F);7 °C (45 °F)から−49 °C (−56 °F);アメリカ合衆国モンタナ州グレイシャー郡ブラウニング（英語版）、1916年1月23日-24日[6]。
- 1週間での気温の上昇:+61 °C (+110 °F);−31 °F (−35 °C)から79 °F (26 °C);アメリカ合衆国オクラホマ州ノワタ郡ノワタ（英語版）、2011年2月10日-17日[7]。
- 2月から7月にかけての気温の上昇:+101 °C (+181 °F);−60 °F (−51 °C)から121 °F (49 °C);アメリカ合衆国ノースダコタ州マウントレイル郡パーシャル（英語版）、1936年2月15日-7月6日[8]。
- 最も速い気温の低下: 5分間に27.2 °C (49 °F); アメリカ合衆国サウスダコタ州ペニントン郡ラピッドシティ、1911年1月10日[4]。
- 観測史上最高気温と観測史上最低気温の差が最も大きい場所: 105.8 °C (190.4 °F);−67.8 °C (−90.0 °F)（1885年1月15日、1892年2月5日、同7日）から37.3 °C (99.1 °F)（2020年6月20日）;ロシアサハ共和国ヴェルホヤンスキー地区（英語版）ベルホヤンスク[9][10][11][12]。